# Joseph-Michel Montgolfier
 (janvier 2022).
Si vous disposez d'ouvrages ou d'articles de référence ou si vous connaissez des sites web de qualité traitant du thème abordé ici, merci de compléter l'article en donnant les références utiles à sa vérifiabilité et en les liant à la section « Notes et références ».
Pour les articles homonymes, voir Montgolfier.
Joseph-Michel de Montgolfier (plus connu sous le nom de Joseph de Montgolfier), né le 26 août 1740 à Davézieux en Ardèche et mort le 26 juin 1810 à Balaruc-les-Bains dans l'Hérault, est le frère de Jacques-Étienne de Montgolfier, avec qui il inventa la montgolfière en 1782.

## Biographie
La famille de Joseph est installée à Vidalon-lès-Annonay, petit bourg de l'Ardèche de la commune de Davézieux, situé non loin du Rhône à 75 kilomètres au sud de Lyon. Son père, Pierre Montgolfier (1700-1793), père de seize enfants, est papetier comme ses ancêtres depuis le XIVe siècle. Sa mère est Anne Duret, issue d'une ancienne famille du Bourbonnais. La papeterie a une réputation européenne.
Joseph naît le 26 août 1740 à Vidalon-lès-Annonay. C'est le douzième de la fratrie. Indépendant, imaginatif et rêveur, il n'est pas particulièrement studieux et ne se fait pas à la discipline de l'époque. Il s'intéresse néanmoins aux sciences physiques et naturelles.
Une fois ses études terminées, ne voulant pas intégrer la papeterie familiale, il va monter un laboratoire de chimie, puis faire un séjour à Paris assez bref pour revenir travailler à Vidalon. Son père lui confie, avec sa sœur Mariane et son frère Augustin-Maurice, la nouvelle usine de Vidalon-le-Bas.
Le 1er juillet 1771, Joseph se marie à Vidalon avec Thérèse Filhol, une cousine ardéchoise, et de leur mariage naquirent 5 enfants.
En 1774, Pierre laisse la responsabilité de l'entreprise à Étienne et nomme Joseph responsable technique des ateliers de la papeterie Montgolfier.
En 1777, avec son frère, ils mettent au point le premier papier vélin français. Joseph met au point le papier à filtrer, qu'on appelle, le « Joseph » et qui deviendra le papier joseph.
En 1780, Joseph s'installe à Avignon qui à cette époque ne fait pas partie de la France, mais dépend du Pape. De nombreuses imprimeries y sont installées pour éviter la censure française et pour ne pas payer les droits sur des copies d'ouvrages. Il en profite pour passer une licence en droit, qu'il obtient en 1782, à 42 ans.
En 1782, il inventa la montgolfière avec son frère Étienne plus jeune de cinq ans. Son intuition et l'esprit méthodique d'Étienne leur attribuent chacun le mérite respectif de la conception de cet aérostat.
Joseph se passionne ensuite pour l'idée du parachute. Il en conçoit un sous la forme d'un parasol de 2,50 mètres de diamètre et les premiers essais sont concluants. Quelques années plus tard, un aéronaute parisien, André-Jacques Garnerin, rassuré par le succès des expériences successives accomplies à Avignon, sera en 1797, le premier parachutiste humain.
Après la Révolution, il se retire des affaires et s'installe à Paris. Il y reçoit la Légion d'honneur de Napoléon Bonaparte, qui le nomme directeur du Conservatoire national des arts et métiers en 1807. Il participe à la création de la Société d'encouragement pour l'industrie nationale.
Le 16 février 1807, il est reçu à l’Académie des sciences.
Joseph de Montgolfier meurt le 26 juin 1810 à Balaruc-les-Bains dans l'Hérault. Sa tombe se trouve au cimetière d'Annonay.

## L'expérience d'Avignon
Plusieurs hypothèses : soit après avoir jeté un papier dans la cheminée, Joseph s’aperçoit que ce dernier est aspiré, soit en voyant monter la fumée dans la cheminée : les sources ne sont pas sûres. En novembre 1782, alors que celui-ci est à Avignon, il fait une première expérience avec une chemise fermée, puis avec un « cube » de taffetas de soie d'un mètre cube environ qu'il parvint à faire monter au plafond de son logement.
Elle eut lieu dans la maison aux Ballons qui se situe au no 18 de la rue Saint-Étienne. Elle se distingue, entre toutes, par ses appuis de fenêtres en fer forgé portant, chacun en son centre, « la figure d'un ballon, réhaussée sur ceux du deuxième étage par un petit aérostat en tôle découpée et repoussée ».

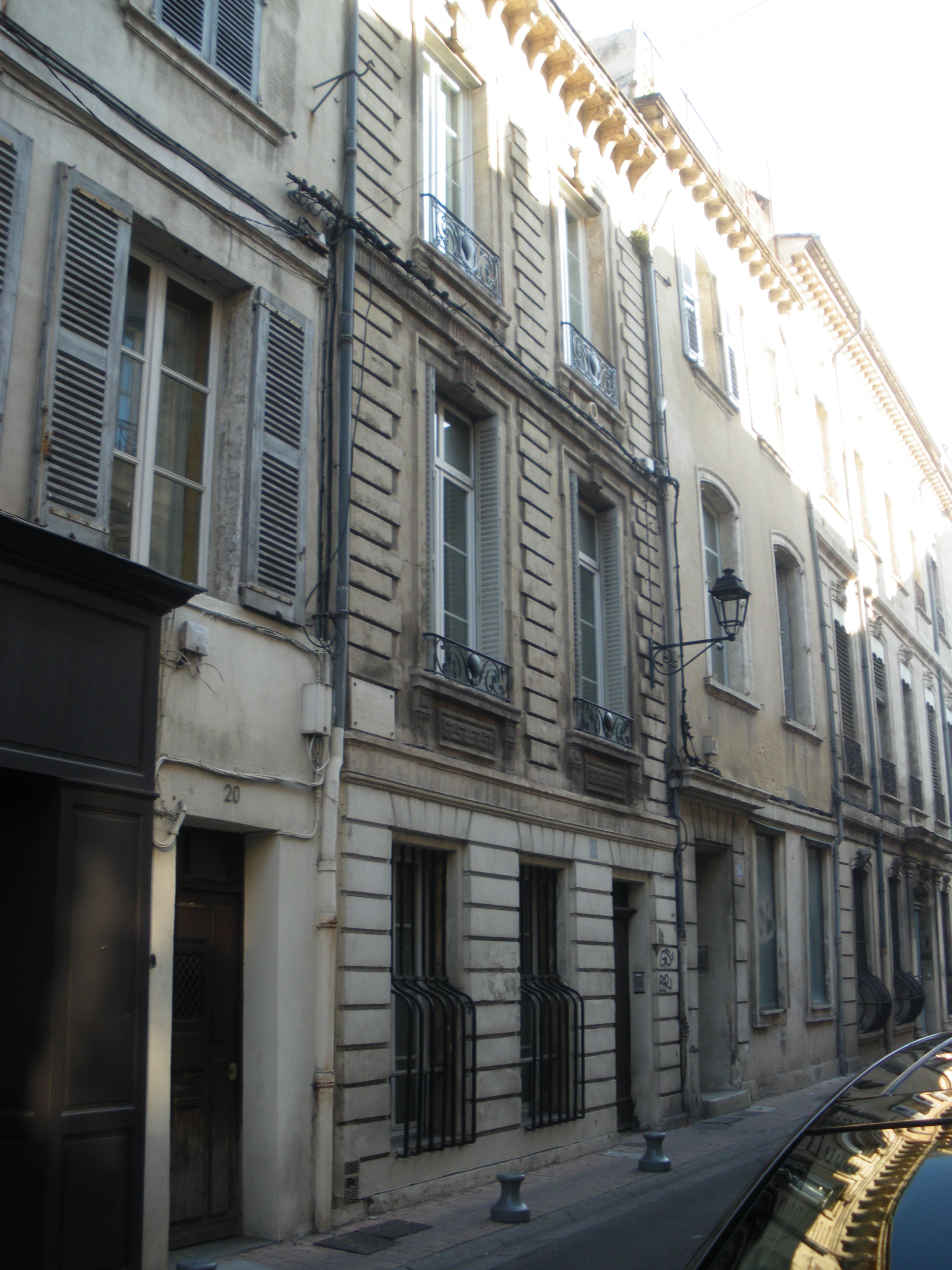
Maison aux Ballons d'Avignon où Joseph-Michel Montgolfier découvrit le principe de l'aérostation.
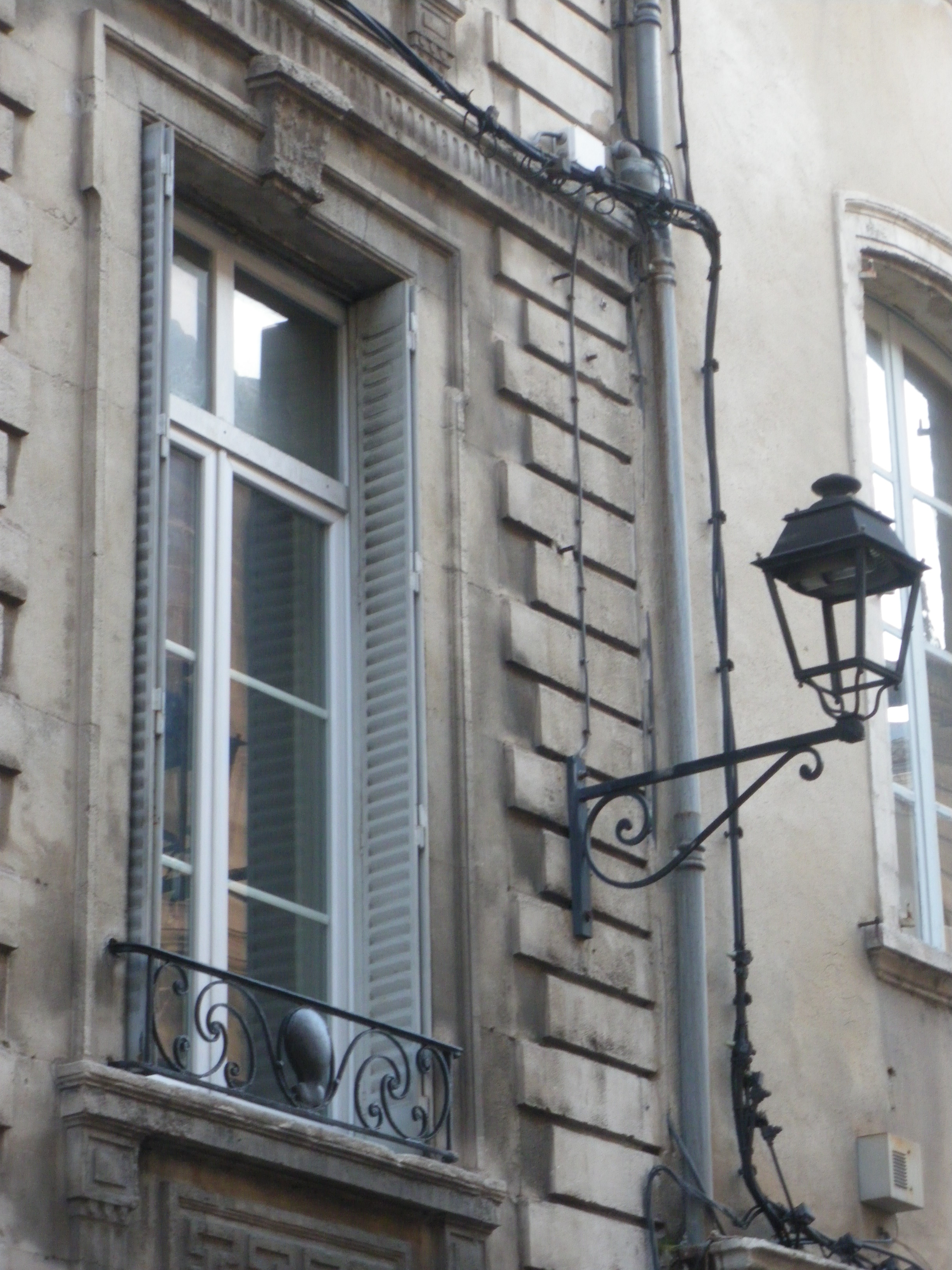
Détail de la maison aux Ballons montrant des ballons sur les rambardes des fenêtres.
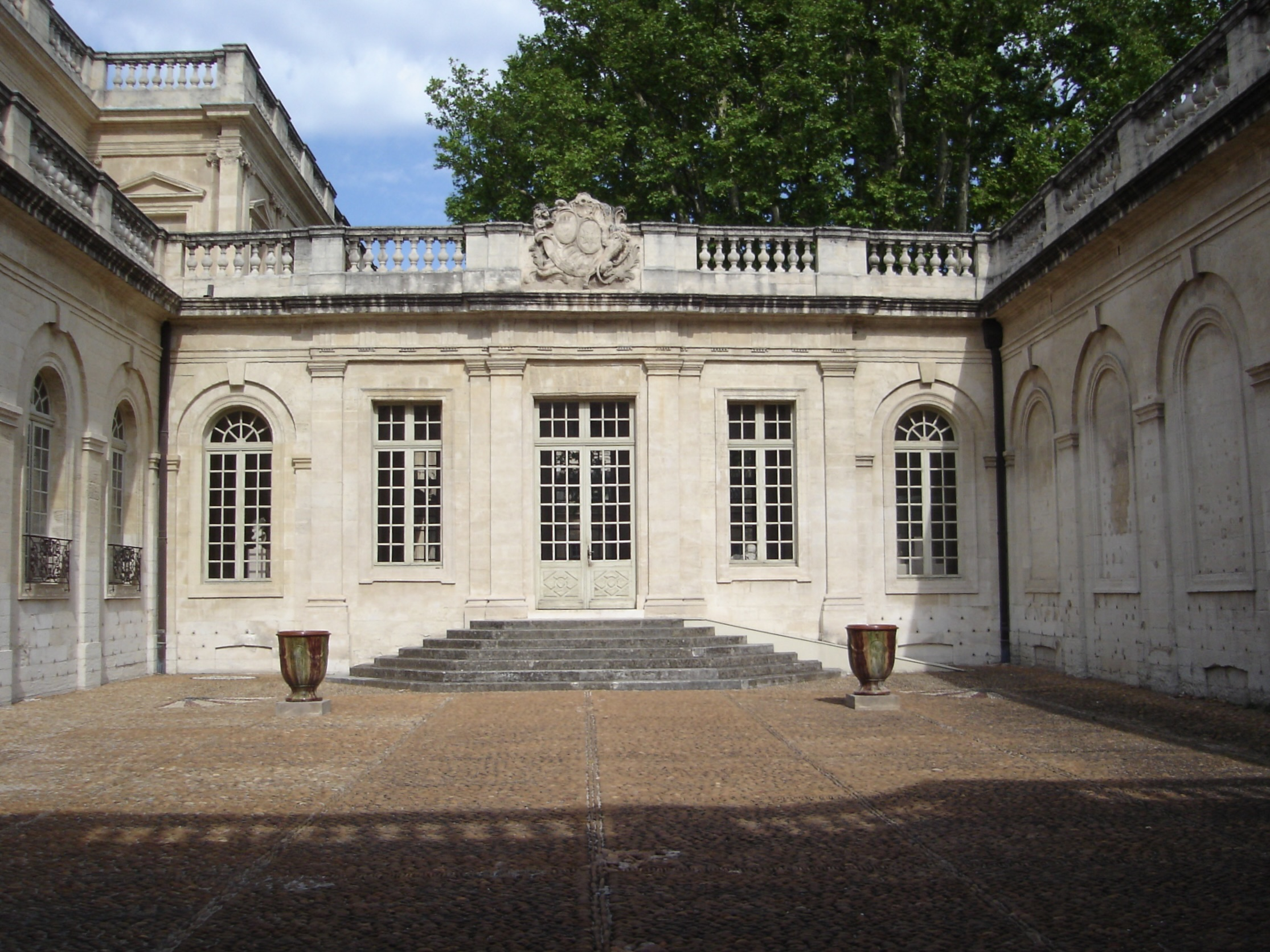
La cour d'honneur de l'hôtel de Villeneuve-Martignan, actuel musée Calvet d'Avignon, où les frères Montgolfier donnèrent une des premières séances d'aérostation.

Ici descendaient les frères Montgolfier quand ils venaient d'Annonay pour leur commerce de papier. Le Courrier d'Avignon du 24 février 1784 relate : « C'est à Avignon que M. de Montgolfier l'aîné fit son expérience pour la première fois. Là, il ne vit pas sans une profonde joie, qu'un petit parallélépipède creux de taffetas ayant été chauffé préalablement monta rapidement au plafond ».
Une autre relation de cet évènement a été faite par Félix Dugonet, dans son ouvrage paru en 1903, L'invention de l'Aéronautique à Avignon en 1782. Il narre « Il voulut en se lavant chauffer la chemise qu'il allait mettre. À cet effet, il alluma devant la cheminée une flambée de papier et, serrant l'ouverture du col de la main gauche, il évasait les pans de la chemise en forme de cloche pour y concentrer la chaleur. Il arriva que l'air chaud, étroitement emprisonné dans le ballonement bien réussi de la toile, se mit à élever avec assez de force la chemise gonflée au-dessus du foyer improvisé ».
De plus, il est de tradition que les frères Montgolfier donnèrent une des premières séances d'aérostation dans la cour d'honneur de l'hôtel particulier des Villeneuve-Martignan, l'actuel musée Calvet d'Avignon.

## Les expériences publiques
La première expérience publique, officielle, de Joseph et Étienne a lieu dans la cour du couvent des Cordeliers à Annonay, le 4 juin 1783, devant les conseillers généraux du Vivarais. Ils font voler le premier ballon à air chaud au-dessus de leur ville. Un ballon de douze mètres de diamètre, de 770 m3, constitué de fuseaux de papier reliés entre eux par des boutonnières, il s'élève à mille mètres, pendant dix minutes, et parcourt trois kilomètres grâce à l'air chauffé avec de la paille enflammée.
L'expérience est répétée à nouveau près de Versailles le 19 septembre 1783, devant le roi Louis XVI et la cour, par les frères Montgolfier, avec un ballon de 1 000 m3 qui monte à 600 mètres et parcourt 3,5 kilomètres. Le ballon, auquel est suspendu un panier en osier emporte avec lui les trois premiers passagers de l'espace : un mouton, un coq et un canard. Tous supporteront le voyage. À son retour, le mouton est placé dans la ménagerie de la reine.
Le 19 octobre 1783 a lieu le premier vol habité à la Folie Titon, manufacture royale des papiers peints, dans l'actuelle rue de Montreuil à Paris, dans le faubourg Saint-Antoine. Le premier vol s'élève à 81 m, avec Jean-François Pilâtre de Rozier seul, et le deuxième à 105 m, avec deux passagers : Pilâtre et André Giroud de Villette (durée 9 min). Ces deux vols eurent lieu en captif, c'est-à-dire que le ballon est attaché au sol par une corde solide reliée à une masse suffisamment importante pour le retenir. Il faut un équipier, après l'essai de Giroud de Villette, c'est le Marquis d'Arlandes qui sera choisi. Tout est prêt, mais il manque l'autorisation du roi. Il préfèrerait proposer la vie à deux condamnés à mort volontaires pour l'expérience, mais finalement se laisse fléchir.
Le 21 novembre 1783, Jean-François Pilâtre de Rozier et le Marquis d'Arlandes sont les premiers humains à s'élever au-dessus du sol à bord d'une montgolfière de 2 200 m3. Devant trois cents personnes, ils partent du parc du château de la Muette, s'élèvent, saluent la foule, survolent Paris au-dessus de la Seine et se posent à la Butte-aux-Cailles, distante de 10 kilomètres environ.

## Distinctions
- Chevalier de la Légion d'honneur.